# Slick Airways
 (signalé en juin 2025).
Si vous disposez d'ouvrages ou d'articles de référence ou si vous connaissez des sites web de qualité traitant du thème abordé ici, merci de compléter l'article en donnant les références utiles à sa vérifiabilité et en les liant à la section « Notes et références ».
- Archive Wikiwix
- Bing
- Cairn
- DuckDuckGo
- E. Universalis
- Gallica
- Google
- G. Books
- G. News
- G. Scholar
- Persée
- Qwant
- (zh) Baidu
- (ru) Yandex
- (wd) trouver des œuvres sur Wikidata

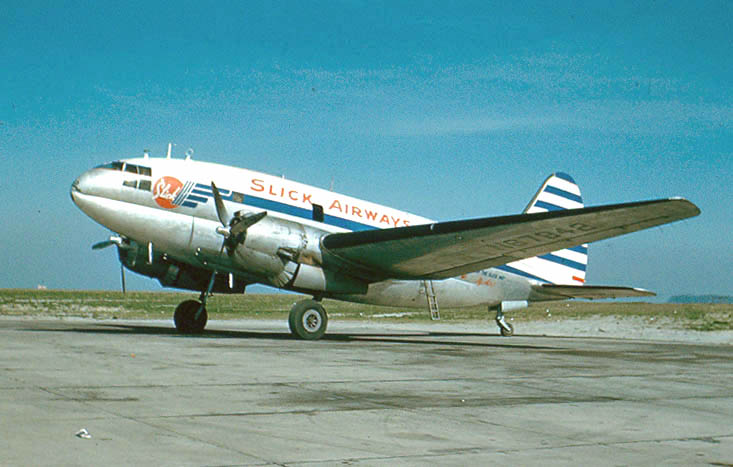
Un Curtiss C-46 de Slick Airways

Slick Airways est une entreprise américaine de transport aérien fondée en 1946 et absorbée en 1966 par Airlift International.
Slick Airways est une des nombreuses compagnies cargo créées à la fin de la Seconde Guerre mondiale avec du matériel provenant des surplus de l'USAF et des pilotes démobilisés. Fondée par Earl Slik, elle commença son exploitation le 4 mars 1946 avec une flotte de dix Curtiss C-46 Commando. Elle reprit en 1948 l'activité cargo de California Eastern Airlines. 7 C-54 s'ajoutèrent à sa flotte dès 1956, le premier L-1049H Super Constellation arriva en septembre 1957 et les DC-6 entrèrent en service un an plus tard.
4 Canadair CL-44D4-6 furent mis en service en 1962.
Slick Airways fut racheté en juillet 1968 par Airlift International.

## Flotte
- Curtiss C-46 Commando : 35 appareils exploités entre 1946 et 1959, dont 8 perdus sur accidents.
- Douglas DC-4 : 5 C-54A, 8 C-54B et un R5D-3 exploités de 1955 à 1968.
- Douglas DC-6 : 6 DC-6A exploités de 1958 à 1965.
- Lockheed L-1049H Super Constellation : 6 appareils achetés entre 1957 et 1964, tous retirés en 1966.
- Canadair CL-44 : 4 appareils mis en service en 1962.